# Scheibchenschnecken
Die Scheibchenschnecken (Helicodiscidae) sind eine Familie der Schnecken aus der Unterordnung der Landlungenschnecken (Stylommatophora). Es handelt sich meist um kleine Arten mit flachem Gehäuse. Derzeit sind ca. 20 Arten der Familie bekannt.

## Merkmale
Die rechtsgewundenen Gehäuse sind relativ klein (unter 5 mm Durchmesser) und stark abgeflacht bis fast scheibenförmig. Es werden meist nur etwa 4 Windungen, max. sechs Windungen gebildet. Die Embryonalwindungen weisen sehr feine Spiralstreifen oder Punkte auf, die späteren Windungen meist kräftige Spiralknoten oder Spiralstreifen. Selten sind die Gehäuse glatt. In die Mündung ragen Zähne oder Lamellen hinein, die allerdings bei einigen Arten auch fehlen können. Die Zähne werden während des Wachstums periodisch resorbiert und neu gebildet. Der Nabel ist sehr weit und offen.
Die meisten Formen sind, soweit bekannt, blind und besitzen keine Augen mehr, eine Anpassung an ihre unterirdische Lebensweise. Der Kiefer besteht aus zahlreichen, sehr schmalen senkrecht stehenden Platten. Die Pedal- und Suprapedalgruben vereinigen sich auf dem hinteren Ende des Fußes. Die Nieren sind grob rechteckig oder grob dreieckig, und der Rektallobus ist nur schwach ausgebildet oder fehlt.
Im Geschlechtsapparat sind Prostata und Uterus vereinigt. Der Samenleiter tritt im distalen Teil des Eisamenleiters aus. Der Epiphallus ist sehr kurz oder ist nicht ausgebildet. Der Samenleiter tritt apikal oder seitlich in den Penis/Epiphallus ein. Die innere Oberfläche des Penis ist glatt oder mit einem Paar Stimulatoren versehen. Ein penialer Blindsack kann vorhanden sein oder auch fehlen. Der Penisretraktor setzt am Epiphallus, wenn vorhanden, oder am distalen Ende des Penis an. Die Basis des Stiels der Spermathek ist nicht vergrößert.

## Geographische Verbreitung, Vorkommen und Lebensweise
Die Familie ist auf den Westindischen Inseln, Zentral- und Nordamerika, Westeuropa, Madeira, Philippinen, Indonesien, Neuguinea, auf den Salomonen, Neukaledonien und in Nordaustralien beheimatet. Zwei Arten wurden auch nach Deutschland verschleppt. Viele Arten leben in der Erde und haben daher ihre Augen reduziert.

## Taxonomie
Das Taxon wurde von Henry August Pilsbry in einer von Horace Burrington Baker publizierten Arbeit 1927 aufgestellt. Die Familie der Helicodiscidae wird zur Überfamilie der Punctoidea gerechnet. Einige Autoren erkennen ihr lediglich Unterfamilienstatus zu und stellen sie in die Familie der Punktschnecken (Punctidae). Der Treatise on Recent Terrestrial Pulmonate Molluscs. Part 8 und die MolluscaBase unterteilen die Familie in zwei Unterfamilien: Helicodiscinae Pilsbry, 1927 und Stenopylinae Thiele, 1931.
- Familie Scheibchenschnecken (Helicodiscidae Pilsbry, 1927)
  - Unterfamilie Helicodiscinae Pilsbry, 1927
    - Gattung Chanomphalus Strebel & Pfeffer, 1880
    - Gattung Helicodiscus Morse, 1864 (mit den Untergattungen H. (Hebetodiscus) Baker, 1929,[Anmerkung 1] H. (Helicodiscus) Morse, 1864, H. (Pseudiscus) Morrison, 1942 und H. (Troglodiscus) Hubricht, 1962)[6]
    - Gattung Polygyriscus Pilsbry, 1948
    - Gattung Speleodiscoides Smith, 1957

  - Unterfamilie Stenopylinae Thiele, 1931
    - Gattung Microphyura Ancey, 1882
    - Gattung Stenopylis Fulton, 1914

Die Gattung Lucilla Lowe, 1852 (syn: Hebetodiscus Baker, 1929 und Hydrophrea Climo, 1974) ist bisher keiner der beiden Unterfamilien zugeordnet.
- Grünliche Scheibchenschnecke (Lucilla scintilla (Lowe, 1852))
- Weiße Scheibchenschnecke (Lucilla singleyana (Pilsbry, 1889))

## Anmerkung
1. ↑  In der MolluscaBase ist Hebetodiscus widersprüchlich einerseits als Synonym von Lucilla aufgeführt, andererseits als Untergattung Helicodiscus (Hebetodiscus) als alternative Darstellung von Helicodiscus bzw. als Synonym von Helicodiscus.